# Vir gloriosus
Vir gloriosus (latinsko slaven, sijajen ali znamenit mož, grško starogrško ἔνδοξος, endoxos) ali gloriosissimus (najslavnejši mož, grško starogrško ἐνδοξότατος, endόxotatos) je bil v 6. stoletju najvišji uradniški položaj, dostopen senatorski aristokraciji v Vzhodnem rimskem cesarstvu . Naslov je bil uveden po razbohotenju, in s tem razvrednotenju, senatorskih naslovov, ko je bil vir illustris. Naslov je bil omejen na naslednje najvišje državne  funkcionarje: magister militum, pretorijanski prefekt,  quaestor sacri palatii in magister officiorum. Kot častni naslov se je podeljeval tudi pomembnim barbarskim vladarjem, kot je bil Teoderik Veliki, ki je bil uradno cesarjev podložnik. Komitom (comites), ki so bili sami po sebi pomembni uradniki, se je podeljeval naslov magnificentissimus (najveličastnejši, grško μεγαλοπρεπέστατος, megaloprepéstatos).